# 新竹市公車綠線
新竹市公車綠線，行駛自新竹市東區前溪里到新竹市香山區中華大學，為新竹地區兩條幹線公車路線其中一條，主要行駛於省道1號(中華路)及新竹市鄉道市14線(元培街)，由苗栗客運營運，起點為經國路口，終點為香山轉運站。車輛提供免費Wifi服務。

## 歷史
- 2009年1月6日：獲得編號5809，於6月1日正式啟用[2]
- 2015年9月9日：配合「公車進大學」政策，與5604共同增停中華大學宿舍[3]
- 2015年12月25日：正式營運，原苗栗客運5809公路客運路線移撥、整合為新竹市公車綠線。[4][5][6][7][8]
- 2016年6月1日：增停東香南街口[9][10]
- 2016年6月27日：此日期公告每年逢寒假與暑假期間原 30 班次縮減至 20 - 21 班次，詳情請見官網公告。[11][12][13][14][15][16][17]
- 2016年7月1日：停止停靠中華大學[18]
- 2016年10月1日：增停香山坑、榕樹下
- 2017年8月5日及6日：為配合青青草原熱氣球活動，期間不繞進中華大學宿舍站。[19]
- 2017年11月15日：調整班次，每週五(或連續假日前一天視情況而定)將 12：10 改至 12：15 。
- 2018年6月8日：調整班次，每週五(或連續假日前一天視情況而定)加開一班次。[20]
- 2022年1月1日：竹興公司更名為金正順診所[21]

## 路線基本資料
新竹市公車綠線全程行車里程數14.2公里，行車時間約45分鐘，尖峰20 - 30分一班，離峰40 - 50分一班。
主要行駛於省道1號(中華路)及新竹市鄉道市14線(元培街)，沿途經過新竹市主要學校及地區。起點為經國路口，沿途經過三民國中、BigCity遠東巨城購物中心、新竹市美術館、新竹火車站再經過三姓橋火車站、香山高中、元培科技大學、玄奘大學、中華大學終點為香山轉運站。
參見右側路線圖

### 收費
一段票全票15元，半票8元，全線共一段票

## 圖片

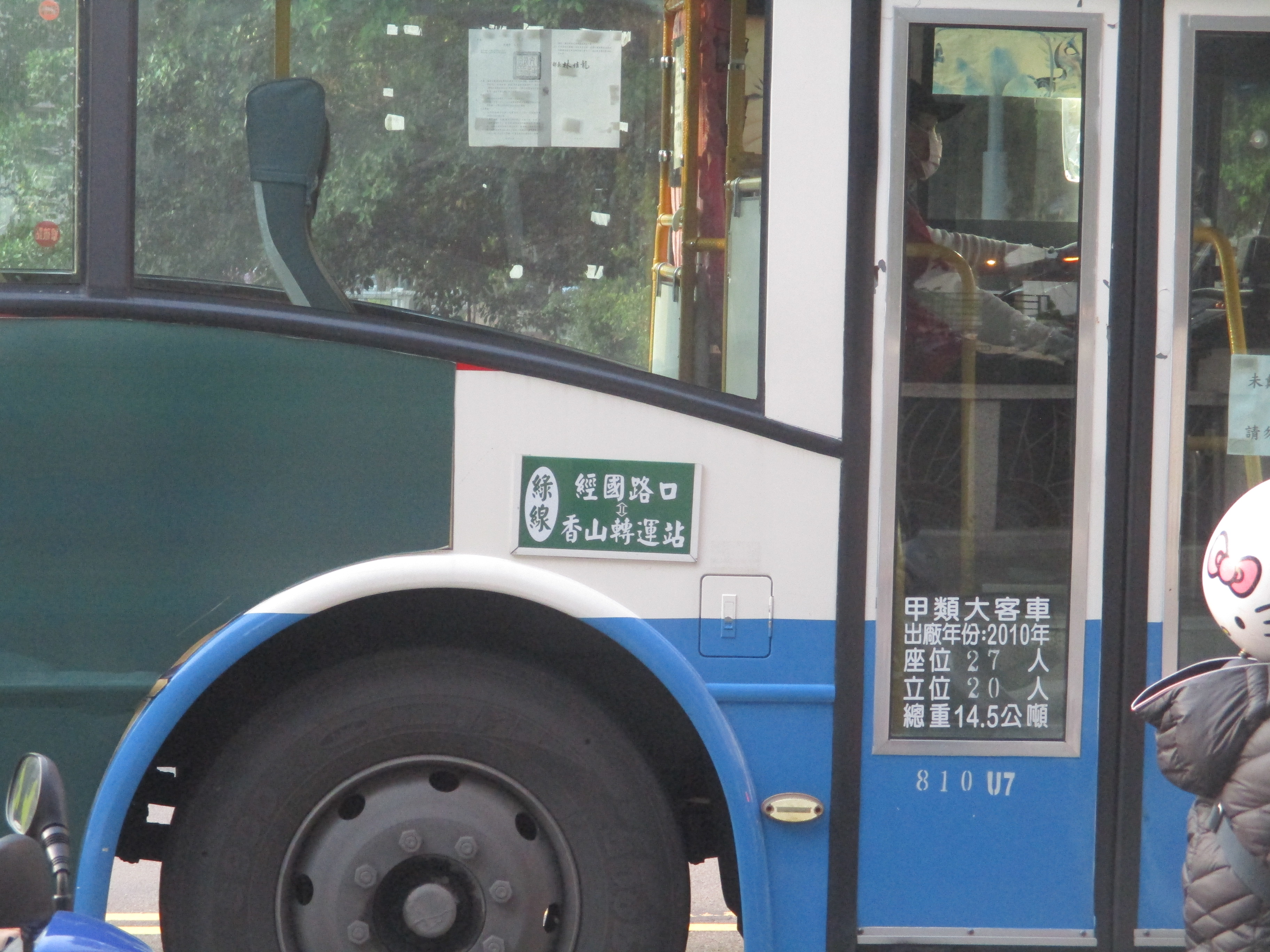
綠線公車側面